# Paulo Davi da Costa Marques
Paulo Davi da Costa Marques (Florianópolis, 26 de março de 1933) é um professor e político brasileiro.
Filho de Isidoro Marques e de Guiomar da Costa Marques. Casou com Sueli Lopes Marques.
Foi deputado à Assembleia Legislativa de Santa Catarina na 2ª legislatura (1951 — 1955).
Foi deputado federal pelo Paraná.